# Česká mužská florbalová reprezentace do 19 let
Česká mužská florbalová reprezentace do 19 let je národní juniorský florbalový tým Česka. Současným reprezentačním trenérem je od roku 2023 Ladislav Štancl.
Tým se zúčastnil všech dosavadních juniorských mistrovství světa. Se dvěma mistrovskými tituly z let 2019 a 2021 je třetí nejúspěšnější mužskou juniorskou reprezentací, po Švédsku a Finsku.

## Umístění na Mistrovstvích světa

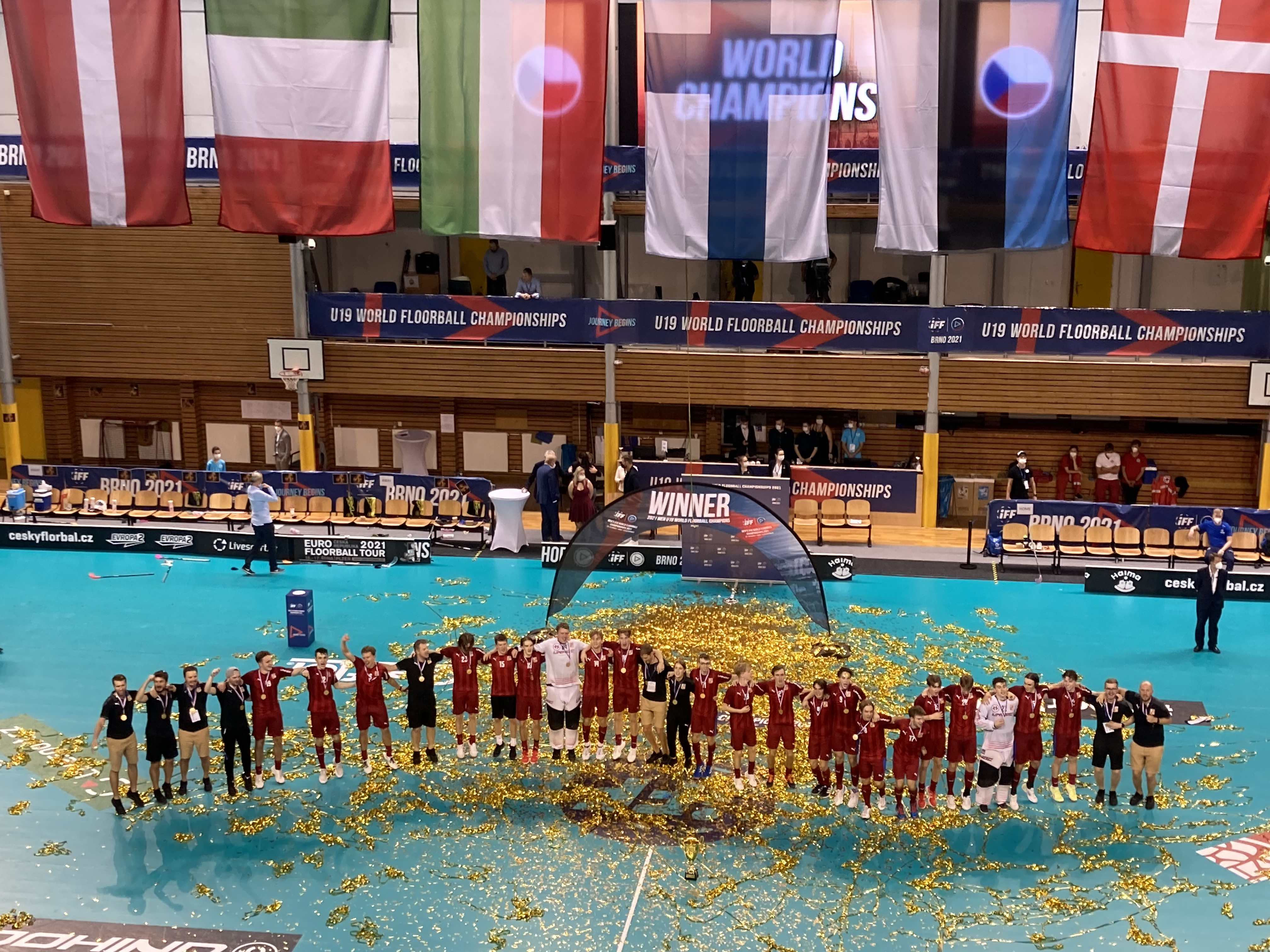
Český juniorský tým slaví obhajobu mistrovského titulu na domácím turnaji v roce 2021

| Turnaj | Místo     | Umístění | Rozhodující zápas | Trenéři                        | Kapitán        | Češi v All Star týmu                     |
| ------ | --------- | -------- | ----------------- | ------------------------------ | -------------- | ---------------------------------------- |
| 2001   | Německo   | 5.       | Rusko 5 : 0       | Miroslav Mikšl                 | Martin Richter | Michal Kotlas                            |
| 2003   | Česko     | 3.       | Švýcarsko 5 : 2   | Jaroslav Marks a Rudolf Škubal | Tomáš Sladký   | Tomáš Doležal                            |
| 2005   | Lotyšsko  | 5.       | Norsko 8 : 2      | Jaroslav Marks a Rudolf Škubal | Pavel Brus     |                                          |
| 2007   | Švýcarsko | 2.       | Švédsko 3 : 9     | Rudolf Škubal a Radomír Mrázek | Daniel Rob     | Jan Barák                                |
| 2009   | Finsko    | 4.       | Švýcarsko 1 : 7   | Rudolf Škubal a Radomír Mrázek | Adam Štegl     | Adam Štegl                               |
| 2011   | Německo   | 4.       | Švýcarsko 4 : 6   | Rudolf Škubal a Radomír Mrázek | Tom Ondrušek   | Petr Kašpar                              |
| 2013   | Německo   | 4.       | Finsko 5 : 8      | Jiří Kysel a Tomáš Janeček     | Tadeáš Chroust | Radek Valeš                              |
| 2015   | Švédsko   | 3.       | Švédsko 7 : 6     | Luděk Beneš a Michal Jedlička  | Ondřej Vítovec | –                                        |
| 2017   | Švédsko   | 3.       | Švýcarsko 8 : 5   | Jiří Jakoubek a Jaroslav Berka | Milan Meliš    | Ondřej Němeček                           |
| 2019   | Kanada    | 1.       | Švédsko 8 : 2     | Jiří Jakoubek a Jaroslav Berka | Josef Juha     | Martin Haleš, Filip Forman, Jonáš Kreysa |
| 2021   | Česko     | 1.       | Finsko 4 : 3      | Jaroslav Berka a Joonas Naava  | Filip Forman   | Tomáš Jurco, Filip Forman, Matěj Pěnička |
| 2023   | Česko     | 4.       | Finsko 6 : 7pn    | Matěj Klucho                   | Filip Eliáš    | –                                        |
| 2025   | Švýcarsko | 2.       | Finsko 3 : 4pp    | Ladislav Štancl                | Šimon Ruber    | Michael Wertheim, Mikeš Motejzík         |

## Známí juniorští reprezentanti

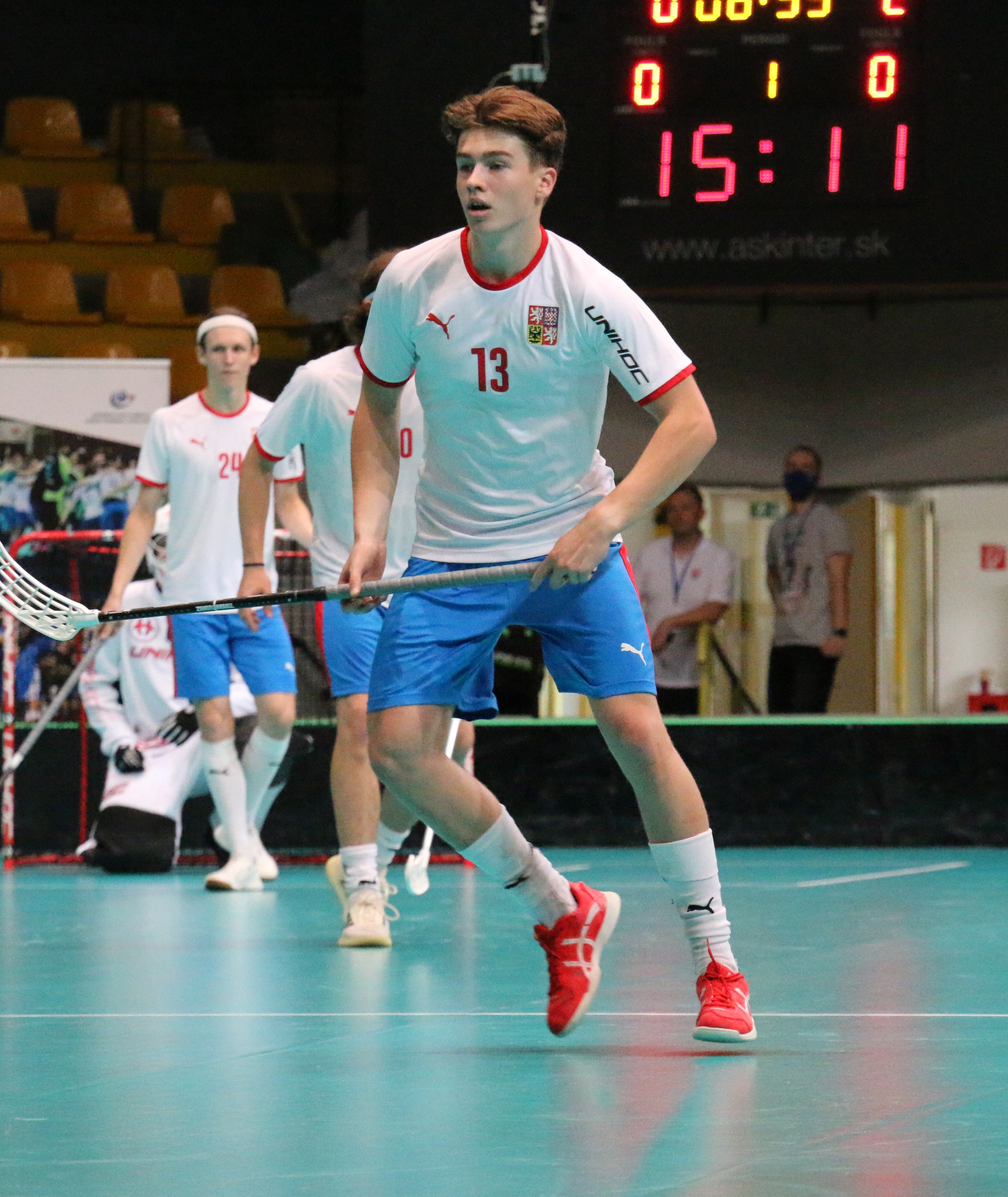
Dvojnásobný juniorský mistr světa, Matěj Havlas, v přátelském zápase juniorského týmu v roce 2021

| - Jan Barák (2007) - Lukáš Bauer (2009) - Marek Beneš (2015) - Pavel Brus (2005) - Jiří Curney (2007) - Adam Delong (2015) - Marek Deutsch (2003, 2005) - Patrik Dóža (2011) - Filip Forman (2019, 2021) - Milan Garčar (2001) - Jakub Gruber (2013) - Tomáš Hanák (2021) - Matěj Havlas (2019, 2021) - Adam Hemerka (2021) - Matěj Jendrišák (2007) - Josef Juha (2017, 2019) - Tomáš Jurco (2021) - Martin Kisugite (2013) | - Michal Kotlas (2001) - Mikuláš Krbec (2017) - Filip Langer (2017, 2019) - Ondřej Němeček (2015, 2017) - Jan Natov (2011) - Tom Ondrušek (2009, 2011) - Lukáš Punčochář (2021) - Vojtěch Skalík (2003) - Martin Richter (2001) - David Rytych (2005) - Tomáš Sladký (2003) - Michal Strachota (2011) - Patrik Suchánek (2007, 2009) - Daniel Šebek (2007) - Martin Tokoš (2009) - Milan Tomašík (2005) - Tomáš Vávra (2005) - Martin Zozulák (2005) |